# Cystydiola

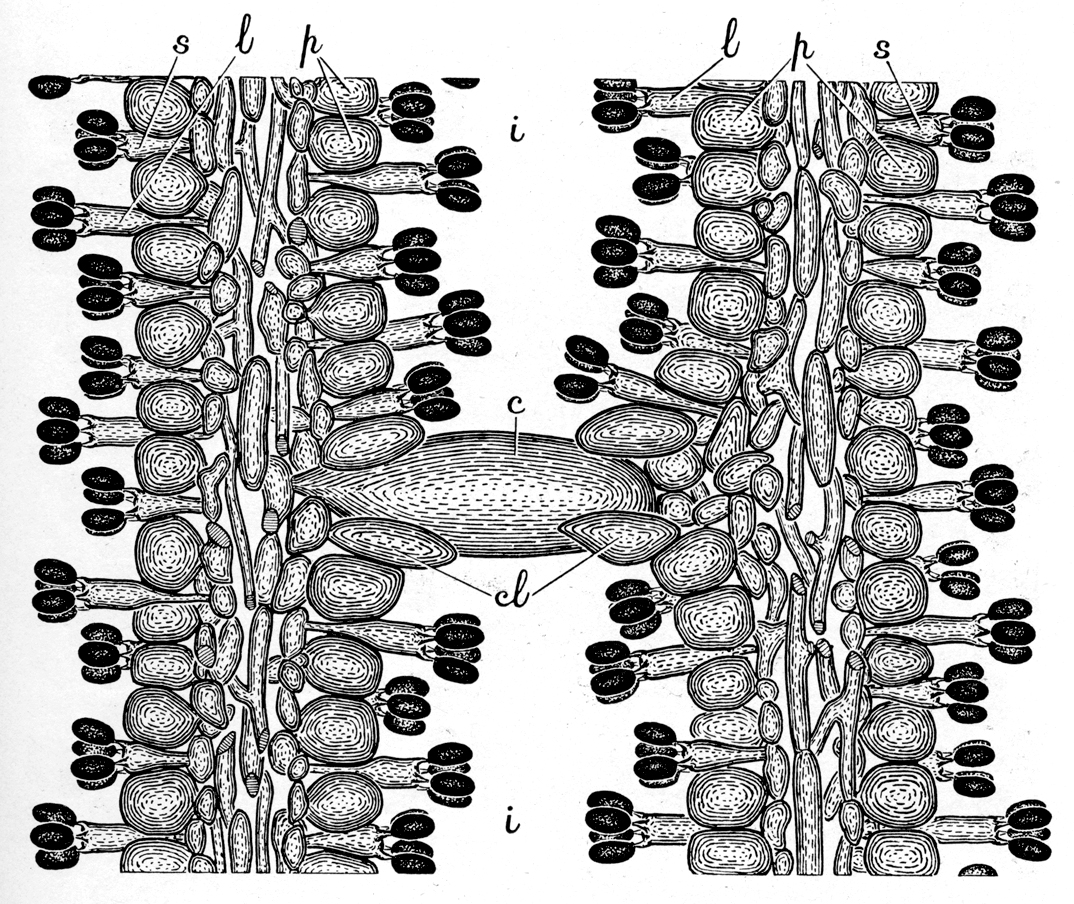
Schemat budowy dwóch blaszek u czernidłaka srokatego: s – krótkie podstawki, l – długie podstawki, p – parafizy, c – cystyda, cl – cystydiole, i – przestrzeń międzyblaszkowa

Cystydiola (łac. cystidiolum) – występująca w hymenium niektórych grzybów mała cystyda. Jest to płonny, jednokomórkowy twór wyglądem przypominający cystydę, ale mniejszy od niej. Cystydiole mają zazwyczaj cylindryczny lub wrzecionowaty kształt. Od niedojrzałych podstawek (bez sterygm) można je odróżnić po zwykle spiczastych końcach, podczas gdy podstawki, nawet niedojrzałe, mają zaokrąglony lub płaski koniec. Występowanie i morfologia cystydioli mają duże znaczenie przy oznaczaniu niektórych gatunków grzybów. Cystydiole wyrastają z subhymenium, ale u niektórych rodzajów grzybów, np. u Corticium z hymenium. Od bazydioli odróżniają się tym, że kształtem nie są podobne do podstawki.
Rola cystyd i cystydioli nie jest dokładnie znana, przypuszcza się, że mają za zadanie mechanicznie oddzielać podstawki od siebie, by nie dochodziło do ich zlepiania się, niektórzy uważają, że cystydy pełnią funkcje wydzielnicze. W niektórych przypadkach cystydiole to nierozwinięte podstawki, w których nie doszło do mejozy.